# Wusterwitz
Wusterwitz ist eine Gemeinde im brandenburgischen Landkreis Potsdam-Mittelmark. Sie ist Sitz des gleichnamigen Amtes, dem auch die Gemeinden Rosenau und Bensdorf angehören.

## Geografie
Am Rande des Havellandes liegt die Gemeinde am Westufer des Wusterwitzer Sees, westlich der Stadt Brandenburg an der Havel und am Nordhang der eiszeitlich gebildeten Karower Platte.

## Gemeindegliederung
Zur Gemeinde gehören die Wohnplätze Müggenbusch, Rosenthal und Siedlung Wusterwitz.

## Geschichte
Wusterwitz wurde 1159 durch Erzbischof Wichmann von Magdeburg gegründet und ist eine der ältesten Stadtgründungen östlich der Elbe. Das Regest der Urkunde lautet: „Erzbischof Wichmann von Magdeburg schließt mit dem Lokator (Unternehmer) Heinrich und anderen Flamen unter Übergabe des Dorfes Großwusterwitz an der Havel einen Ansiedlungsvertrag, bestätigt ihnen das Recht von Schartau, ordnet täglichen Markthandel nach Magdeburger Recht und die Abhaltung eines Jahrmarktes an.“ Die Entwicklung entsprach jedoch nicht den Erwartungen; der Ort blieb eine regelmäßige Einstraßenanlage dörflichen Charakters. Nur die Größe der romanischen Feldsteinkirche erinnert in ihrem großzügigen Grundriss an die erhoffte Entwicklung. Ein Rittergut wurde schon 1781 aufgelöst. Zwischen 1833 und 1860 entstanden drei Ziegeleien.
Am 30. September 1928 wurde der Hauptteil des Gutsbezirks Rosenthal mit der Landgemeinde Großwusterwitz vereinigt, der Rosenthaler Forst kam zu Großdemsin.
Am 20. Juli 1950 wurde die Gemeinde Großwusterwitz in Wusterwitz umbenannt. Im Rahmen der DDR-Verwaltungsreform kam Wusterwitz am 25. Juli 1952 zum Kreis Brandenburg-Land im Bezirk Potsdam. Zuvor hatte die Gemeinde zum Landkreis Jerichow II (ab dem 15. Juni 1950 Landkreis Genthin) in der Provinz Sachsen (seit 1947 Land Sachsen-Anhalt) gehört. Seit der deutschen Wiedervereinigung 1990 liegt Wusterwitz im Land Brandenburg.

## Bevölkerungsentwicklung
| Jahr | Einwohner |
| ---- | --------- |
| 1875 | 1 000     |
| 1890 | 1 300     |
| 1910 | 1 800     |
| 1925 | 2 674     |
| 1933 | 3 101     |
| 1939 | 3 725     |

| Jahr | Einwohner |
| ---- | --------- |
| 1946 | 4 706     |
| 1950 | 4 613     |
| 1964 | 3 694     |
| 1971 | 3 435     |
| 1981 | 3 123     |
| 1985 | 2 991     |

| Jahr | Einwohner |
| ---- | --------- |
| 1990 | 2 790     |
| 1995 | 2 809     |
| 2000 | 3 095     |
| 2005 | 3 155     |
| 2010 | 3 151     |
| 2015 | 3 029     |

| Jahr | Einwohner |
| ---- | --------- |
| 2020 | 3 016     |
| 2021 | 3 047     |
| 2022 | 2 950     |
| 2023 | 2 904     |
| 2024 | 2 860     |

Gebietsstand des jeweiligen Jahres, Einwohnerzahl: Stand 31. Dezember (ab 1991), ab 2011 auf Basis des Zensus 2011, ab 2022 auf Basis des Zensus 2022

## Politik

### Gemeindevertretung
Die Gemeindevertretung von Wusterwitz besteht aus 16 Gemeindevertretern und der ehrenamtlichen Bürgermeisterin. Die Kommunalwahl am 9. Juni 2024 führte bei einer Wahlbeteiligung von 71,2 % zu folgendem Ergebnis:
| Partei / Wählergruppe                                 | Stimmenanteil 2019 | Sitze 2019 |        | Stimmenanteil 2024 | Sitze 2024 |
| ----------------------------------------------------- | ------------------ | ---------- | ------ | ------------------ | ---------- |
| Bürgerinitiative für Wusterwitz, Bensdorf und Rosenau | –                  | –          | 34,9 % | 6                  |            |
| Team Wusterwitz                                       | –                  | –          | 34,6 % | 5                  |            |
| CDU                                                   | 37,0 %             | 6          | 30,5 % | 5                  |            |
| Freie Bürger und Bauern                               | 27,2 %             | 4          | –      | –                  |            |
| Die Linke                                             | 20,9 %             | 3          | –      | –                  |            |
| SPD                                                   | 11,0 %             | 2          | –      | –                  |            |
| Freie Wähler für Rosenau, Wusterwitz und Bensdorf     | 03,9 %             | 1          | –      | –                  |            |
| Insgesamt                                             | 100 %              | 16         | 100 %  | 16                 |            |

### Bürgermeister
- 1998–2008: Klaus Steffen (SPD)[11]
- 2008–2019: Ronald Melchert (CDU)[12]
- 2019–2020: Frank Geue (Freie Wähler für Rosenau, Wusterwitz und Bensdorf)
- 2021–2024: Isett Hoffmann (parteilos)[13]
- seit 2024: Ramona Mayer (Bürgerinitiative für Wusterwitz, Bensdorf und Rosenau)

Frank Geue wurde in der Bürgermeisterstichwahl am 16. Juni 2019 mit 62,9 % der gültigen Stimmen gewählt. Nach nur einem Jahr verlor er sein Amt durch einen Bürgerentscheid am 23. August 2020.
Isett Hoffmann wurde in der Bürgermeisterstichwahl am 28. März 2021 mit 57,9 % der gültigen Stimmen zu seiner Nachfolgerin gewählt.
Ramona Mayer wurde in der Bürgermeisterstichwahl am 30. Juni 2024 mit 50,2 % der gültigen Stimmen zur neuen Bürgermeisterin gewählt. Ihre Amtszeit beträgt fünf Jahre.

### Wappen
| Wappen von Wusterwitz | Blasonierung: „Von Silber und Blau spickelförmig im Schildhaupt geteilt; darunter auf blau silbernem Wellenschildfuß schwimmend ein silberner Schwan mit rotem Schnabel.“ |
| Wappen von Wusterwitz | Das Wappen wurde vom Heraldiker Uwe Reipert gestaltet und am 13. August 2009 durch das Ministerium des Innern genehmigt.                                                  |

### Gemeindepartnerschaft
Erlensee in Hessen ist Partnergemeinde von Wusterwitz.

## Sehenswürdigkeiten

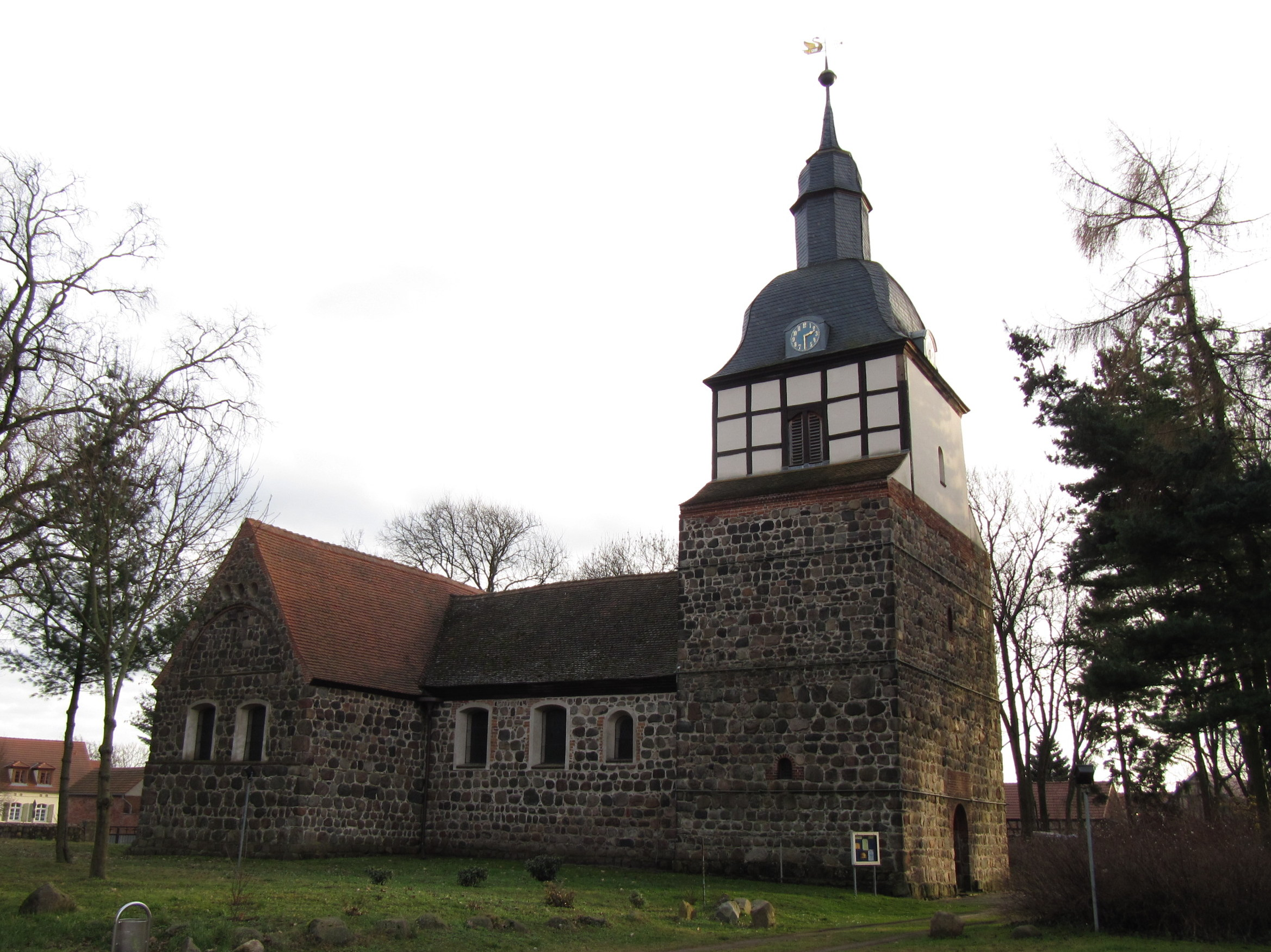
Kirche in Wusterwitz

In der Liste der Baudenkmale in Wusterwitz und in der Liste der Bodendenkmale in Wusterwitz stehen die in der Denkmalliste des Landes Brandenburg eingetragenen Kulturdenkmale.
Die Dorfkirche Wusterwitz ist eine Saalkirche mit Westturm, Längsschiff, Querschiff, Chor und Apsis. Sie wurde im romanischen Stil aus Feldsteinen errichtet. Hervorzuheben ist die Deckenmalerei im Inneren.
Schutzgebiete
In den 1990er Jahren wurden die Niederungen des Fiener Bruchs und angrenzende Hochflächen beispielsweise der Karower Platte im Rahmen des Natura 2000-Netzes als EU-Vogelschutzgebiet Fiener Bruch ausgewiesen. Im äußersten Süden hat Wusterwitz einen kleinen Anteil am Vogelschutzgebiet. Weitere Schutzgebiete, die gänzlich oder teilweise in Wusterwitz liegen, sind das Landschaftsschutzgebiet Brandenburger Wald- und Seengebiet, das FFH-Gebiet Mittlere Havel Ergänzung, die Flächennaturdenkmale Werdereck und Spring Wusterwitz, mehrere geschützte Biotope und Alleen und eine Gemeine Waldkiefer und eine Stieleiche als Naturdenkmale.

## Wirtschaft und Infrastruktur

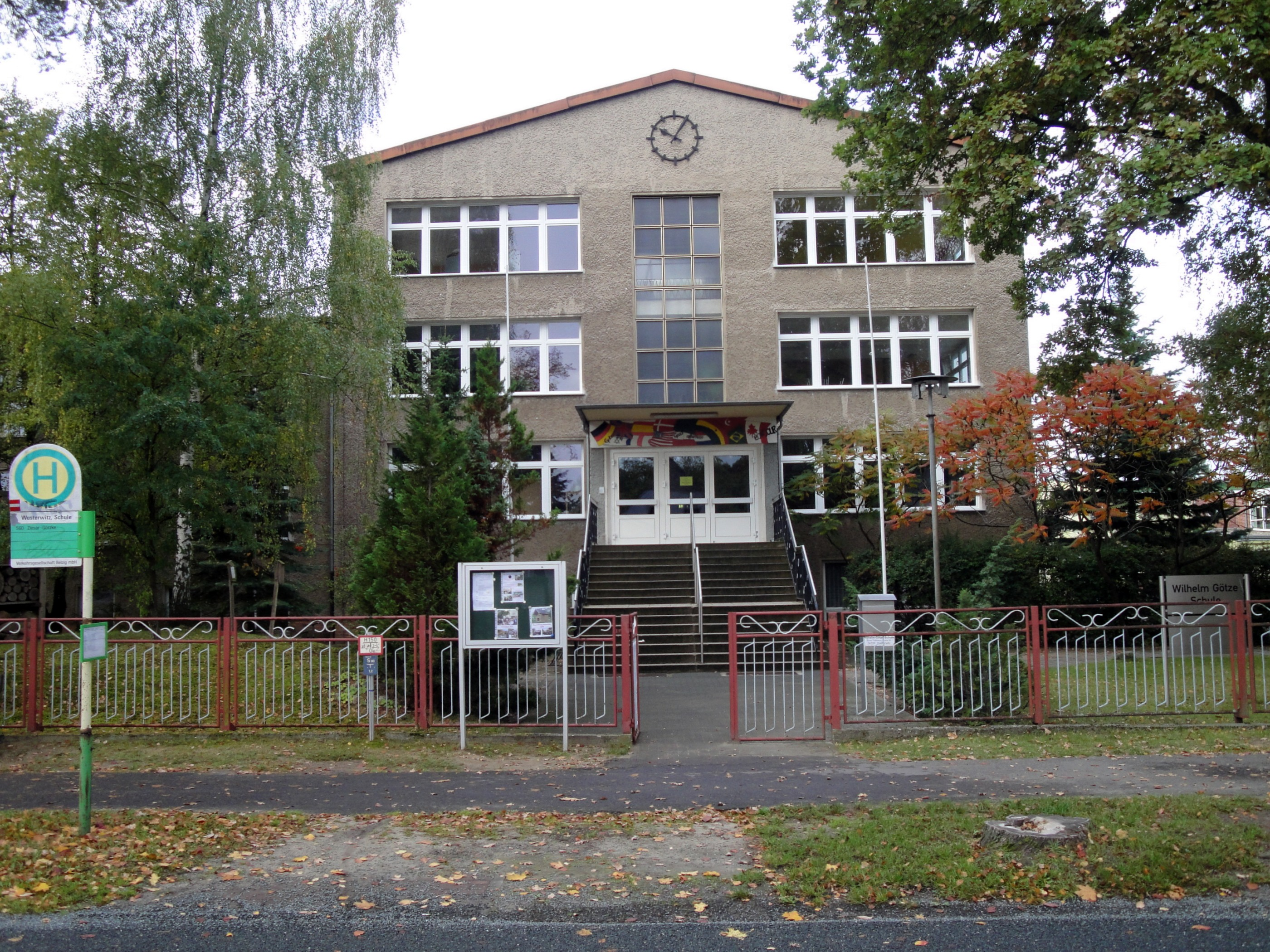
Wilhelm-Götze-Schule

### Verkehr
Die Landesstraße L 96 von der Bundesstraße 1 in Bensdorf nach Ziesar verläuft durch das Gemeindegebiet.
Der Bahnhof Wusterwitz liegt an der Bahnstrecke von Berlin nach Magdeburg. Er wird von der Regionalexpresslinie RE 1 Magdeburg–Berlin–Frankfurt (Oder) bedient. Das Bahnhofsgebäude steht unter Denkmalschutz. Die Bahnstrecke nach Ziesar und Görzke wurde 1971 stillgelegt.
Die zum Elbe-Havel-Kanal gehörende Schleuse Wusterwitz befindet sich am nördlichen Ende des Ortes.

### Bildung
In Wusterwitz befinden sich eine Grundschule, die Wilhelm-Götze-Schule, und eine Kindertagesstätte.

## Persönlichkeiten
- Engelbert Wusterwitz (1385–1433), Chronist der märkischen Geschichte, seine Familie stammte aus Großwusterwitz
- Christof von Britzke (1535–1610), Amtshauptmann zu Halberstadt, Grablege in der Dorfkirche Wusterwitz
- Richard Stimming (1866–1936), Arzt und Urgeschichtsforscher, gestorben in Großwusterwitz
- Wilhelm Götze (1871–1954), Puppenspieler, geboren in Großwusterwitz
- Paul Z’dun (1904–1981), „komischer Radfahrer“, lebte in Wusterwitz
- Werner Nothe (* 1938), Politiker (SED), 1989 bis 1990 Oberbürgermeister von Magdeburg, geboren in Großwusterwitz
- Nancy Grimm (* 1979), Amerikanistin, Sachbuchautorin, wuchs in Wusterwitz auf